# 9300 Йоханнес
9300 Йоханнес (9300 Johannes) — астероїд головного поясу, відкритий 14 серпня 1985 року.
Тіссеранів параметр щодо Юпітера — 3,280.